# Stebljevek
Stebljevek este o localitate din comuna Kamnik, Slovenia, cu o populație de 45 de locuitori.